# Phosphopantothenat-Cystein-Ligase
Phosphopantothenat-Cystein-Ligase (auch Phosphopantothenat-Cystein-Synthase, kurz: PPC-Synthase, Gen: PPCS) heißt das Enzym, das die Bindung von Phosphopantothenat an Cystein katalysiert. Dies ist der zweite Reaktionsschritt in der Biosynthese von Coenzym A, die in den meisten Lebewesen stattfindet.

## Katalysiertes Reaktionsgleichgewicht
+ + ATP  {\displaystyle \rightleftharpoons } 

 {\displaystyle \rightleftharpoons }   + AMP + PPi
(R)-4'-Phosphopantothenat wird an L-Cystein unter ATP-Verbrauch kondensiert. Das Bakterienenzym arbeitet effektiver mit CTP.